# Гирчею
Гирчею (рум. Gârceiu) — село у повіті Селаж в Румунії. Входить до складу комуни Крішень.
Село розташоване на відстані 391 км на північний захід від Бухареста, 8 км на північ від Залеу, 67 км на північний захід від Клуж-Напоки.

## Населення
За даними перепису населення 2002 року у селі проживала 751 особа.
Національний склад населення села:
| Національність | Кількість осіб | Відсоток |
| -------------- | -------------- | -------- |
| румуни         | 396            | 52,7%    |
| угорці         | 310            | 41,3%    |
| цигани         | 45             | 6,0%     |

Рідною мовою назвали:
| Мова      | Кількість осіб | Відсоток |
| --------- | -------------- | -------- |
| румунська | 441            | 58,7%    |
| угорська  | 310            | 41,3%    |